# IC 4810
IC 4810 је спирална галаксија у сазвјежђу Телескоп која се налази на листи објеката дубоког неба у Индекс каталогу.
Деклинација објекта је - 56° 9' 37" а ректасцензија 19h 3m 0,1s. Привидна величина (магнитуда) објекта IC 4810 износи 13,1 а фотографска магнитуда 13,8. Налази се на удаљености од 37,057 милиона парсека од Сунца. IC 4810 је још познат и под ознакама ESO 184-2, FGCE 1342, PGC 62706.